# Sprachgebunden

Logo des Magazins

sprachgebunden ist ein 2005 gegründetes Magazin für Literatur, Kunst und Design mit Redaktionssitz in Köln und Berlin, das ein- bis zweimal im Jahr erscheint. Es wird von Jan Valk und Jonas Reuber herausgegeben.

## Inhalt
Die Zeitschrift befasst sich schwerpunktmäßig mit Literatur und Kunst aus dem deutschsprachigen Raum. Hierbei werden  auch Projekte unterstützt, die sich auf die Verbindung verschiedener künstlerischer Ausdrucksformen konzentrieren. Spätestens seit der dritten Ausgabe (3/2007), die ein ausführliches Themendossier zur chinesischen Literatur und Kunst der Gegenwart enthielt, nehmen auch fremdsprachige Text- und Bildbeiträge einen  Raum ein. Seither erschienen Übersetzungen aus dem Serbischen, Kroatischen, Russischen, Französischen, Englischen, Arabischen, Ungarischen – sowie dem Portuñol, einer spanisch-portugiesischen Mischsprache, die im brasilianisch-uruguayischen Grenzland verbreitet ist.
Neben seinem Selbstverständnis als „Entdeckerzeitschrift“ sieht sich sprachgebunden vor allem als Themenmagazin – was sich besonders in den beiden  Sonderausgaben („über|setzen“, 2008 und „Arabische Literatur und Kunst im Exil“, 2009) zeigte.

### Trajekt
Seit 2008 erscheint in unregelmäßigen Abständen zusätzlich die Einzelpublikationsreihe trajekt – welche jeweils einen Künstler mit einem Autor/Essayisten zusammenbringen (Ausgabe 1 – "woke up this  morning, got  yourself a gun" – Peter Rusam trifft Christoph Cöln).

### Autoren, Künstler, Designer (Auswahl)
In sprachgebunden erschienen u. a. Beiträge von den deutschsprachigen  Autoren Uljana Wolf, Saša Stanišić, Thomas Pletzinger, Paulus Böhmer, Hendrick Jackson, Stefan Weidner, Hauke Hückstädt, Ron Winkler, Axel von Ernst, Alexander Konrad, Daniela Dröscher, Felicia Zeller, Daniela Danz oder Greta Granderath. Als internationale Autoren waren u. a. Jean Baudrillard,  David Constantine, Samuel Shimon, Jovan Nikolić,  Samir el-Youssef und Fadhil al-Azzawi vertreten. Beteiligte Künstler und Designer waren Peter Rusam, Simone Rudolf, Ruth Habermehl, Stefka Ammon, Marwan, Ruprecht von Kaufmann, Daniel Ehme, Thomas Mader, Anja Engelke.